# تفكك جزر الأنتيل الهولندية

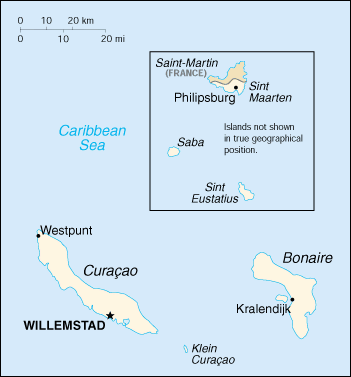
خريطة جزر الأنتيل الهولندية قبل حلها في 2010.

تفكك جزر الأنتيل الهولندية هو تفكك حصل في مملكة هولندا تم الإتفاق عليه في 10 أكتوبر 2010، حيث أصبحت كل من جزر بونير وسينت أوستاتيوس وسابا بلديات خاصة تابعة مباشرةً إلى هولندا، فيما أصبحت كل من كوراكاو وسينت مارتن دولاً تأسيسية تابعة لتاج هولندا، تماماً مثل جزيرة أروبا التي حصلت على هذا الاستقلال في سنة 1986.